# Harold Osborn

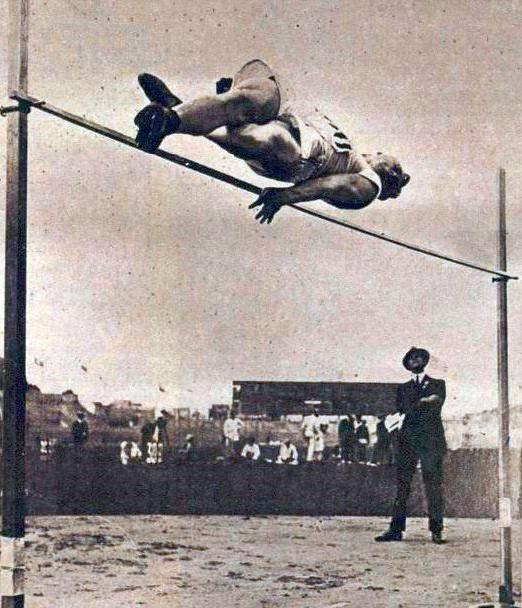
Harold Osborn, vainqueur du saut en hauteur aux JO de 1924.

Harold Osborn, né le 13 avril 1899 et décédé le 5 avril 1975, est un athlète américain spécialiste du décathlon. Il pratiquait aussi le saut en hauteur avec élan, mais aussi sans élan, épreuve qui n'existe plus actuellement et qui n'était d'ailleurs plus pratiquée aux Jeux olympiques auxquels il s'était présenté.
Cet athlète est remarquable par le fait qu'il est le seul à avoir obtenu une médaille d'or dans une épreuve individuelle en plus de celle du décathlon et ce pendant la même session des Jeux olympiques. En outre, il est un des pionniers dans l'évolution de la technique du saut en hauteur dorsal.

## Biographie
Harold Osborn voit le jour le 13 avril 1899 à Butler, dans l'Illinois, dans une petite communauté fermière.
Pendant la Première Guerre mondiale, il étudie à Hillsboro, dans l'Illinois, où il pratique de l'athlétisme (cross-country et saut en hauteur), mais aussi du football et du basket-ball. Étudiant à l'université de l'Illinois de 1919 à 1922, dans le secteur de l'agriculture, il rejoint la fraternité Kappa-Delta-Rho. C'est dans cette université qu'il est repéré par Harry Gill, un entraîneur célèbre à cette époque, à la suite d'un meeting intercollèges où il joue pour l'épreuve du saut en longueur. C'est Harry Hill qui le convertit au décathlon.Puis il obtient son diplôme et devient professeur. il sera par la suite un ostéopathe reconnu et un des entraîneurs des athlètes de l'université de l'Illinois.

## Carrière sportive
Lors des qualifications américaines aux Jeux olympiques de 1924, qui se déroulent à Urbana, dans l'Illinois, il est sélectionné en établissant un nouveau record du monde en saut en hauteur. Puis, lors des Jeux olympiques, il y établit le nouveau record du monde en décathlon, et le nouveau record olympique du saut en hauteur.
Il aura obtenu lors de sa carrière 35 médailles (dont 18 médailles d'or) lors des championnats nationaux AAU.
Il est élu au Temple de la renommée de l'athlétisme des États-Unis en 1974.

## Palmarès

### Jeux olympiques
- Jeux olympiques de 1924 à Paris :
  -  Médaille d'or au décathlon
  -  Médaille d'or au saut en hauteur
- Jeux olympiques de 1928 à Amsterdam :
  - 5e au saut en hauteur[4].

### Autres
- Championnats nationaux intercollèges NCAA:
  - 1er au saut en hauteur en 1922[4]
- Championnats Nationaux AAU :
  - 1er au saut en hauteur en 1925 et 1926[2]
  - 4 fois 1er au saut en hauteur lors des championnats en salle[4]
  - 3 fois 1er au saut en hauteur sans élan en salle en 1929, 1930, 1931[2]
  - 1er au saut en longueur sans élan en 1930
  - 3 fois 1er au décathlon en 1923, 1925 et 1926[2]
  - au total 18 fois médaillé d'or dans 9 disciplines lors des compétitions AAU[4],[5]

## Records[6]
- Record du monde du décathlon le 12 juillet 1924 : 7 710 pts, il bat le précédent record de l'Estonien Aleksander Klumberg, il le conservera jusqu'au 18 juillet 1926, où il sera battu par le Finlandais Paavo Yrjölä
- Record du monde du saut en hauteur le 27 mai 1924 : 2,03 m, il bat le record de son homologue américain Edward Beeson, il le perdra le 13 mai 1933, battu par un autre Américain Walter Marty
- Record olympique du saut en hauteur de 1,98 m, obtenu le 7 juillet 1924, il bat le record de son compatriote Richmond Landon, il le conservera jusqu'au 2 août 1936, date à laquelle Cornelius Johnson, un autre Américain le battra.
- Record du monde du saut en hauteur sans élan en 1936 : 1,68 m (5 pieds, 6 pouces)[2]